# Neoconis inexpectata
Neoconis inexpectata är en insektsart som beskrevs av Meinander 1972. Neoconis inexpectata ingår i släktet Neoconis och familjen vaxsländor. Inga underarter finns listade i Catalogue of Life.